# Глухов, Михаил Иванович
Михаи́л Ива́нович Глу́хов (12 февраля 1893 года, деревня Песьяне, Финеевская волость, Покровский уезд, Владимирская губерния, ныне Киржачский район, Владимирская область — 13 марта 1947 года, Житомир) — советский военный деятель, генерал-лейтенант (1943).

## Начальная биография
Родился 12 февраля 1893 года в деревне Песьяне ныне Киржачского района Владимирской области.

## Военная служба

### Первая мировая и гражданская войны
В октябре 1914 года был призван в ряды Русской императорской армии, после чего принимал участие в боевых действиях в ходе Первой мировой войны. В июне 1917 года был демобилизован из армии в чине ефрейтора. В том же году вступил в отряд Красной гвардии, после чего принимал участие в ходе штурма Зимнего дворца.
В 1918 году был призван в ряды Красной армии, после чего служил на должностях заведующего агитационно-вербовочного отдела, заведующего отдела финансов и инструкторско-информационного отдела Покровского уездного военкомата, а с 1919 года — на должности комиссара Минских пехотных командных курсов. В 1920 году был направлен в 1-й запасной полк (16-я армия), где служил на должностях комиссара штрафной роты, комиссара полковой школы и помощник комиссара полка, а в 1920 году был назначен на должность помощника военкома краткосрочных военных технических курсов 16-й армии. Принимал участие в боевых действиях на Южном и Западном фронтах против войск под командованием генерала А. И. Деникина, а также в советско-польской войне.
С 1921 года служил на должностях комиссара 31-х Смоленских пехотных курсов, начальника и военкома 87-х Рославльских подготовительных курсов, помощника командира 2-го полка 12-й запасной стрелковой бригады курсантов, а в марте того же года был назначен на должности командира отряда курсантов и военкома курсов. Принимал участие в ходе подавления Кронштадтского восстания. Награждён орденом Красного Знамени.

### Межвоенное время

Командный и преподавательский состав ВПШ, апрель 1925 года. 2-й ряд слева четвёртый — начальник школы Пашковский, Константин Казимирович, справа от него — зам. нач. школы по строевой части М. И. Глухов

Был начальником гарнизона города Рославль, а в 1923 году назначен на должность комиссара 17-й Тульской пехотной школы.
После окончания Военно-академических курсов высшего начсостава в 1924 году был направлен в 24-ю Владивостокскую пехотную школу, где служил на должностях помощника начальника и начальника школы. В 1926 году был назначен на должность начальника учебной части Сибирских повторных курсов, дислоцированных в Иркутске, в 1928 году — на должность командира и комиссара 36-го Славгородского стрелкового полка, а затем в том же году — на должность начальника и военкома Омской пехотной школы.
После окончания курсов усовершенствования высшего начальствующего состава в 1931 году был назначен на должность командира и военкома 65-й стрелковой дивизии (Сибирский военный округ), дислоцированной в Тюмени, в 1932 году — на должность командира и военкома 2-й колхозной стрелковой дивизии, (с 1936 года 66-й стрелковая дивизия), а в 1937 году — на должность командира 26-го стрелкового корпуса (Особая Краснознамённая Дальневосточная армия).
С марта 1938 года Глухов находился под следствием в органах НКВД, однако после расследования был признан невиновным и в декабре 1939 года — реабилитирован, восстановлен в кадрах Красной армии и в 1940 году был назначен на должность старшего преподавателя кафедры тактики, а затем — на должность начальника курса основного факультета Военной академии имени М. В. Фрунзе.

### Великая Отечественная война
С началом Великой Отечественной войны выполнял спецзадание в группе генерала армии И. В. Тюленева. В сентябре 1941 года был назначен на должность начальника штаба 61-й армии, после чего принимал участие в ходе планирования ряда операций, в подготовке и ведении военных действий во время Московской битвы. Вскоре армия провела успешные наступательные операции на болховском и орловском направлениях. В апреле 1942 года назначен на должность заместителя командующего 13-й армией (Брянский фронт). В июле 1943 года был ранен, после чего до октября того же года находился на лечении в госпитале.
В январе 1944 года назначен на должность командира 76-го стрелкового корпуса, который вскоре принимал участие в наступательных боевых действиях на Луцком направлении, а затем в Житомирско-Берличевской, Ровно-Луцкой, Проскуровско-Черновицкой, Сандомирско-Силезской и Нижнесилезской наступательных операциях и освобождении городов Ровно, Горохов, Кельце, Нейштедтель (Нове-Мястечко) и Фрейштадт (Кожухув). Во время Берлинской стратегической наступательной операции корпус принимал участие в боевых действиях за город Люббен, а во время Пражской наступательной операции — в боевых действиях за Прагу.
За отличие при прорыве обороны противника на реке Нейсе генерал-лейтенант Михаил Иванович Глухов был представлен к присвоению звания Героя Советского Союза, однако награждён орденом Кутузова 2-й степени.

### Послевоенная карьера
В составе сводного полка 1-го Украинского фронта принимал участие в Параде Победы.
В июне 1945 года был направлен в Центральную группу войск, где был назначен на должность заместителя командующего 3-й гвардейской танковой армией, а в декабре 1946 года — на должность заместителя командующего 8-й механизированной армией.
Генерал-лейтенант Михаил Иванович Глухов умер 13 марта 1947 года в Житомире. Похоронен в Киеве на Лукьяновском кладбище (участок № 17, ряд 3, место 6).

## Воинские звания
- Комдив (26.11.1935)
- Генерал-майор (4.06.1940)
- Генерал-лейтенант (29.08.1943)

## Награды
- Орден Ленина (21.02.1945);
- Четыре ордена Красного Знамени (17.03.1921, 22.02.1943, 10.01.1944, 3.11.1944);
- Орден Кутузова 1-й (29.05.1945) и 2-й (6.04.1945) степеней;
- Орден Суворова 2-й степени (25.08.1944);
- Орден Отечественной войны 1-й степени (27.08.1943);
- Орден Красной Звезды (16.08.1936);
- Медали.

Награды Российской империи:
- Георгиевский крест 4-й степени.